# Tagawa-gun (Fukuoka)

Landkreis Tagawa in der Präfektur Fukuoka

Tagawa (jap. 田川郡, -gun) ist ein Landkreis in der Präfektur Fukuoka in Japan. 
Zum 1. September 2020 hatte er 71.539 Einwohner auf einer Fläche von 309,13 km².

## Politik
Der Landkreis Tagawa liegt zusammen mit der Stadt Tagawa, Buzen, Yukuhashi, Miyako und Chikujō in dem etwa 260.000 Einwohner umfassenden Wahlkreis 11 der Präfektur Fukuoka.

## Gemeinden
- Aka
- Fukuchi
- Itoda
- Kawara
- Kawasaki
- Ōtō
- Soeda